# وینمارلیگ
وینمارلیگ (به انگلیسی: Winmarleigh) یک روستا و محله مدنی در بریتانیا است که در Wyre واقع شده‌است. وینمارلیگ ۲۷۳ نفر جمعیت دارد.